# Шварценберг, Карел
Карел Шварценберг (чеш. Karel Schwarzenberg; полное имя Карл Иоганн Непомук Йозеф Норберт Фридрих Антониус Вратислав Мена фон Шварценберг, нем. Karl Johannes Nepomuk Josef Norbert Friedrich Antonius Wratislaw Mena von Schwarzenberg, или Карел Ян Непомук Йосеф Норберт Бедржих Антонин Вратислав, князь Шварценбергский, чеш. Karel Jan Nepomuk Josef Norbert Bedřich Antonín Vratislav Menas kníže ze Schwarzenbergu; 10 декабря 1937 года, Прага, Чехословакия — 12 ноября 2023 года, Вена, Австрия) — чешский государственный и политический деятель, министр иностранных дел Чехии (2007—2009, 2010—2013). Имел двойное гражданство — Чехии и Швейцарии.
Был главой чешской ветви княжеского рода Шварценбергов. Имел титулы герцога Крумловского, ландграфа Клеттгау, графа Зульц.

## Биография

### Детство и юность
Родился в пражском районе Бубенеч. Он был старшим сыном геральда и историка Карла VI князя Шварценберга и его жены Антонии, урождённой принцессы из династии Фюрстенбергов (1905–1988). Он происходил из младшей, так называемой Орлицкой, ветви (секундогенитуры) семьи Шварценбергов, основанной князем Карлом Филипом. Детство провёл в замках Орлик и Чимелице. После коммунистического переворота в 1948 году, имущество рода было национализировано, а семья эмигрировала в Австрию. Сначала они жили там недалеко от Зальцбурга с бабушкой по материнской линии, которая также их финансово поддерживала. Через несколько лет они переехали в квартиру в Вене, которая вскоре превратилась в светский салон. В юности Шварценберг активно принимал участие в венском богемном кофейном стиле жизни.
В 1960 году Карла усыновил его дядя, член старшей ветви рода Глубока-Крумловых Шварценбергов, Йиндржих Шварценберг. Для Карла это усыновление означало финансовую безопасность и наследство стоимостью до 400 миллионов евро, которое он получил после смерти дяди в 1965 году.

### Образование
Он прошёл традиционное семейное аристократическое воспитание, с детства изучил этикет и несколько языков, в особенности немецкий и чешский (как традиционные языки предков), французский (как традиционный язык образованных сословий), а также английский (как один из языков предков его матери). Он также свободно говорил по-итальянски.
В 1957 году окончил гимназию в Вене. Впоследствии он начал изучать право в Вене, а затем в Граце, и специализацию лесного хозяйства в Мюнхене. По словам его тогдашних знакомых, он не был выдающимся студентом. Он закончил учёбу в университетах, поскольку ему пришлось заняться управлением семейными поместьями в Германии и Австрии после смерти его приемного отца и дяди в 1965 году.

### Общественная деятельность

#### Поддержка прав человека
С юных лет он поддерживал усилия по возвращению демократии в Чехословакию. Во время эмиграции был членом Австрийской народной партии. После подавления советскими войсками «Пражской весны», начал поддерживать чехословацкое диссидентское движение. Например, вместе с Вилемом Пречаном он основал «Чехословацкий центр документации» (архив запрещенной тогда литературы — после 1989 года он передал эту коллекцию Национальному музею и сейчас она хранится в Праге) в родовом замке в баварском Шайнфельде. С тех пор он дружил с будущим президентом Вацлавом Гавелом. В 1984—1990 возглавлял Хельсинкский правозащитный комитет. В 1989 году вместе с Лехом Валенсой он был удостоен Европейской премией по правам человека.

#### Канцелярия президента
С 11 июля 1990 года он был назначен на должность управляющего делами президента (руководителя Канцелярии Президента Республики) Чехословакии Вацлава Гавела, на должности оставался до ухода Гавла в отставку летом 1992 года. В 1992 году в качестве главы Канцелярии, возглавил первую делегацию ОБСЕ в Нагорном Карабахе после начала войны между Арменией и Азербайджаном.

#### Фондовая и культурная деятельность
В 1989 году Шварценберг помог основать гражданское объединение «Масариковское демократическое движение» и был его членом.
Был членом правления «Форума 2000», основанного в 1996 году Вацлавом Гавелом вместе с японским филантропом Йохеем Сасакавой и лауреатом Нобелевской премии Эли Визелем. Он также был членом жюри «Adalbert-Stiftung Krefeld Foundation», основанного покойным немецким промышленником Паулем Кляйневеферсом, который присуждает международную премию Адальберта-Прейса.
С 1999 года совместно с Михаилом Лобковицем, Либором Пешкем, Иваном Пилипом, Иржи Руцклом, Рихардом Зальцманном, Яном Швейнаром и Йозефем Зиеленецом оказывал поддержку фонду «Bohemiae», который существовал с 1992 года. В 2001 году фонд под руководством Томаша Бати-младшего и Петра Ослзлы был обвинен в ошибках в бухгалтерском учёте, поскольку не заплатил налоги за предоставление рекламы в период с 1996 по 1998 год (тогда под руководством Люции Пилиповой). Дополнительный платеж в размере трех миллионов крон был начислен налоговым органом, поскольку активы фонда составляли менее пяти миллионов крон, руководство фонда после выплаты дополнительного платежа, представило предложение о ликвидации.
С 1999 по 2004 год был членом совета директоров «Центра современного искусства – Прага».
В 2001 году основал институт развития гражданского общества «Респект». Здесь он также возглавлял наблюдательный совет до 2009 года. Институт прекратил свою деятельность в 2012 году.
С 2004 по 2006 год был членом совета директоров «Музея Кампы - Фонда Яна и Меды Младковых». Был одним из сооснователей «Библиотеки Вацлава Гавела». В период с 2004 по 2010 год был членом правления фонда «Дагмар и Вацлава Гавелов VIZE 97».
С 2009 года был членом совета директоров Института Владимира Длоугого «Prague Twenty», который занимается организацией образовательных мероприятий в области политики, социальных наук и культуры.
В июне 2008 года он участвовал в заседании так называемого Бильдербергского клуба в Шантильи, штат Вирджиния, США. Это вызвало вопросы со стороны депутатов KSČM и ČSSD, которые от него потребовали объяснения причины посещения и финансирования его участия. В 2012 году он подтвердил, что всего его приглашали на Бильдербергскую конференцию дважды, но отметил, что только как частное лицо. В интервью он заявил, что это классическая конференция в формате лекций видных экспертов.
Принял участие в заседании Трехсторонней комиссии.
В октябре 2012 года в Центре современного искусства DOX в Праге он открыл выставку венских акционистов, которую некоторые СМИ назвали шокирующей, хотя акционизм появился уже в 1960-х годах, как реакция на консервативный Бидермайер. Сексуальные и зачастую жестокие сцены насилия этих художников, в которых в некоторых случаях крест как христианский символ оскверняется по мнению церкви, осуждали вместе с участием Карла Шварценберга и некоторые католические служители.
На фасаде Деймовского дворца в Праге он уместил пару скульптур женщин от скульптора Давида Черни.
Шварценберг был сторонником современного искусства и современной архитектуры.

### Политическая деятельность

#### Австрийский период
Во время своего пребывания в эмиграции в Австрии, был членом Австрийской народной партии (ÖVP). Был активен в политике лишь неофициально, однако имел контакты и влияние на самых высоких уровнях австрийской политики. В 1980-е годы его якобы рассматривали в качестве кандидата на пост министра иностранных дел Австрии, однако сам Шварценберг отрицал, что знал о таких соображениях.

#### Возвращение в Чехию
Он принял значительное участие, например, в переговорах по чешско-германской декларации 1997 года. Его замок Држевич стал важным неформальным центром встреч политиков всего политического спектра, бизнесменов и других общественных деятелей. В 1999 году был подписан «Држевичский вызов», 11 подписантов которого составили документ под названием «Как оживить чешскую экономику».

#### Сенат
В 1997 году вступил в Гражданский демократический альянс (ODA), в которой пробыл вплоть до конца партии в 2007 году.
Принимал участие в выборах в Сенат Чехии в 2002 году в 12-м избирательном округе (Страконице) от партии US-DEU, однако не прошёл во второй тур, оказавшись на третьем месте.
Принимал участие в выборах в Сенат Чехии в 2004 году в 25-м избирательном округе (Прага 6) от партии US-DEU и был избран сенатором во втором туре.
В Сенате был членом комитета по делам Европейского Союза и членом постоянной делегации Парламента Чешской Республики при Парламентской ассамблее НАТО.

#### Министерство иностранных дел (2007—2009; 2010—2013)
9 января 2007 получил пост министра иностранных дел Чехии в правительстве Мирека Тополанека. На эту должность Шварценберг был рекомендован входившей в правящую коалицию Партией зелёных. В период председательства Чехии в Совете ЕС представлял Европу на международной арене.
8 июля 2008 года вместе с Госсекретарем США Кондолизой Райс подписал договор о размещении американской радиолокационной базы на территории Чешской Республики.
Его решение покинуть правительство в случае, если вице-премьер Иржи Чунек продолжит служить в нём, не объяснив происхождение его активов в связи с расследованными полицией обвинениями в коррупции, привлекло значительное внимание. Именно поэтому Шварценберг заказал у американской компании Kroll аудит финансов и недвижимости семьи вице-премьера, результаты которой были опубликованы им в июле 2008 года. Поскольку проверка не выявила доказательств обвинений в коррупции, Шварценберг решил остаться в правительстве. Своё невыполнение обещание он оправдал отчетом Kroll.
В ноябре 2007 году на заседании Генеральной Ассамблеи ООН против резолюции, в которой требовалось от отдельных государств-членов ООН и соответствующих международных организаций изучить последствия использования оружия и боеприпасов из обедненного урана. На заседании в декабре 2008 года голосовал за похожую резолюцию. Партия зелёных, от которой он в правительство был, однозначно выступала против размещения оружия и боеприпасов, содержащих радиоактивные материалы.
Был открытым сторонником признания независимости Республики Косово, что было выражено большинством государств-членов Европейского Союза. В мае 2008 года, пункт о признании Косова был включен в повестку заседания правительства Чехии и после обсуждения принят. Шварценберг подвергся критике со стороны ряда политиков за это решение. Заседание проходили не в Праге, а в Теплице, предложение Шварценберга было включено в последнюю минуту и вне установленной программы, по мнению некоторых членов KSČM, также в нарушение постановления Палаты депутатов парламента и в нарушение конституционного строя Чешской Республики. Даниэль Солис, один из членов Партии зеленых, на одной из демонстраций против признания Косово оценил это решение как "фарс", заявил, что Шварценберг навредил их партии и добавил, что министр действовал в противоречии с Конституцией Чехии.
8 мая 2009 года оставил свой пост в результате отставки премьер-министра Мирека Тополанека и формирования нового правительства Яна Фишера.
После парламентских выборов в 2010 году был избран депутатом Палаты депутатов, получив 46 087 преференциальных голосов, и стал первым вице-премьером Чехии и министром иностранных дел в правительстве Петра Нечаса.
29 августа 2011 года во время Военной интвервенции НАТО в Ливию заявил, что: «Падение режима Муаммара Каддафи открывает новый этап истории свободной Ливии, что очень важно со многих точек зрения для мирного развития и безопасности всего региона. Чешская Республика была среди первых стран, которые установили контакты с Переходным национальным советом Ливии».
В июне 2012 года во время официального визита Мьянмы встретился с оппозиционным лидером Аун Сан Су Чжи и подарил ей розу с могилы Вацлава Гавела.
Поддержал размещение американской системы Patriot на юго-восточных границах Турции.
Во время работы в правительстве, Шварценберг неоднократно имел спор с премьер-министром Нечасом по вопросам направленности зарубежной политики. Шварценберг критиковал слова Нечаса о том, что чешскому экспорту вредит поддержка [кем?] Далай-ламы XIV и российской группы Pussy Riot. Шварценберг также заявил, что премьер-министр нарушил концепцию чешской иностранной политики, которая поддерживает права человека по всему миру, и что премьер-министр «склонил голову перед авторитарными режимами». Сам же премьер-министр заявлял, что Шварценберг много критикует, мало работает и вмешивается не в свои дела.
Оставил свой пост в результате отставки премьер-министра и формирования президентского правительства Иржи Руснока.

#### Председатель TOP 09 (2010—2015)
В 2009 году совместно с Мирославом Калоуском основал новую правоцентристскую партию ТОП 09 и был избран её председателем.
По данным на апрель 2010 года, он являлся самым богатым политиком Чехии, что, по словам самого Шварценберга, делало его самым честным и неподкупным политиком в стране, поскольку ему не нужны взятки.
На парламентских выборах в 2010 году привёл партию на третье место с результатом 16,7%. Был партийным лидером избирательного списка в избирательном округе Праге и набрал наибольшее количество преференциальных голосов из всех кандидатов в округе.
Совместно с ODS и VV сформировали правительство Петра Нечаса.
На втором и третьем партийных съездах в 2011 и 2013 был переизбран председателем партии. На партийном съезде в 2015 году на пост председателя был избран второй-сооснователь и бывший первый заместитель председателя Мирослав Калоусек. Шварценберг стал почётным председателем партии.

#### Кандидатура в президенты
В сентябре 2011 года объявил о своём решении участвовать в первых прямых выборах президента Чехии.
Кандидатуру Шварценберга поддержал ряд известных деятелей культуры, искусства и науки, среди которых были Милош Форман, Иржи Менцель, Давид Черни, Тимоти Гартон, Роджер Скрутон и другие.
В первом туре получил 1 204 195 (23,40 %) голосов оказавшись на втором месте. Прошёл во второй тур выборов вместе с Милошем Земаном, который набрал на 42 тысячи голосов больше в первом туре. Наибольшего успеха он добился за границей, где за него проголосовали 54,36 % из 5549 зарегистрированных избирателей. В Чехии наибольшую поддержку имел в Праге, где получил 43,19% из 607 000 голосов. Напротив, наименьшую поддержку он имел в Моравскосилезском крае, а именно 14,77% из 566 тысяч голосов. Можно также сказать, что Шварценберг имел более высокую поддержку в южной и центральной части Чехии, а также в Западных Судетах. Сильную поддержку он имел в больших городах — Праге, Брно и Плзни. Согласно различным заявлениям журналистов и политологов, Шварценбергу помогла масштабная агитационная кампания в социальных сетях, таких как Facebook и Twitter, где он был одним из первых чешских политиков, которые в полной мере использовали их для мобилизации сторонников.
Во втором туре выборов Шварценберг набрал 2 241 171 (45,19 %) голосов, и проиграл Милошу Земану, который набрал почти на 500 тысяч голосов больше.
Из предвыборного анализа агентства STEM/MARK выходит, что за Шварценберга, вероятнее всего, проголосовали жители Праги, жители муниципалитетов с населением более 100 000 и менее 5 000 человек в возрасте от 18 до 44 лет, со средним и высшим образованием, независимо от пола. Аналогично оказалось, что он оказался менее успешным среди жителей Моравии, муниципалитетов с населением от 5 до 99 тысяч жителей и среди людей старше 45 лет.

#### Оппозиционный депутат (2013—2021)
На досрочных парламентских выборах в 2013 году Шварценберг был переизбран депутатом Палаты депутатов, получив 37 794 преференциальных голосов и был избран председателем комитета по иностранным делам.
В декабре 2013 года посетил Киев во время Евромайдана, поддержал демонстрантов и выступил перед ними.
В 2015 году был внесён в список европейских политиков, которым запрещено въезжать на территорию Российской Федерации.
В 2016 году призвал правительство РФ к освобождению Надежды Савченко.
В январе 2017 года подписал письмо направленное недавно избранному президенту США Дональду Трампу, в котором подписанты (среди которых были Матьяш Эрши, Траян Бэсеску, Микулаш Дзуринда, Радослав Сикорский, Карл Бильдт, Александр Вондра и другие) предупреждали, что президент России Владимир Путин не является ни американским союзником, ни надежным партнёром в международной политике и что он «не стремится к американскому величию». В письме также говорится, что снятие антироссийских санкций или согласие на раздел Украины экономически дестабилизируют «наших восточных соседей» и помогут создать экстремистские, олигархические и антизападные настроения.
На парламентских выборах в 2017 году был переизбран депутатом, получив 19 370 преференциальных голосов.
В 2019 году подписал «Открытое письмо против политических репрессий в России».
В мае 2020 года совместно с Любомиром Заоралеком и Томашем Петржичекем опубликовал заявление, в котором они осуждали планируемую израильскую аннексию еврейских поселений в Иудее и Самарии. Шварценберг заявил, что «Израиль — наш союзник и друг, и в таких отношениях уместна конструктивная критика». Это заявление вызвало резкую реакцию со стороны многих чешских политиков и Израиля.
В июле 2020 года в интервью объявил что не будет принимать участия в парламентских выборах в 2021 году.

### Смерть и похороны
Скончался в ночь с 11 на 12 ноября. Публичное прощание прошло в храме Девы Марии под цепью в Праге. Закрытый гроб был выставлен со среды 6 по пятницу 8 декабря, всегда с 12:00 до 22:00. Почётный караул у гроба держали чешские военнослужащие и разведчики. Проститься пришло более одиннадцати тысяч человек. После гроб был перевезён в собор Святых Вита, Вацлава и Войтеха в Пражском Граде, где 9 декабря прошли похороны с государственными почестями. На прощании присутствовали президент Чехии Петр Павел, президент Словакии Зузана Чапутова, князь Монако Альбер II, князь-регент Лихтенштейна Алоиз, великий герцог Люксембурга Анри, официальный представитель рода Габсбургов Фердинанд, бывший президент и премьер-министр Милош Земан, бывший председатель Сената и премьер-министр Петр Питгарт, министры правительства Чехии, иностранные послы, однопартийцы и родственники. Похоронами руководил пражский архиепископ Ян Граубнер и другие епископы, Томаш Галик произнес заупокойную проповедь, церковный хор пел песни в соответствии с пожеланиями усопшего (например, «Dies irae» или государственный гимн Чехословакии), были проведены похоронные обряды и на гитаре играл салезианец Ладислав Герьян. С речами выступили президент Петр Павел, однопартиец и друг Мирослав Калоусек, мэр Праги 1 и родственница Тереза Радомержска.
Был похоронен на следующий день 10 декабря. Урна с его останками была помещена в Шварценбергской гробнице возле замка Орлик.

## Личная жизнь

### Семья
Его женой была врач Терезия Шварценбергова, рождённая в семье австрийских графов Хардегг. Её род стал владельцем замка Хардегг на австрийско-моравской границе в конце XV века по имени первоначального австрийско-моравского дворянского рода Хардеков. Её отец, Иоганн Хардегг, был большим сторонником Адольфа Гитлера, с 1930 года был членом нелегальной НСДАП в Австрии и командующим штурмовых отрядов в Австрии. Сама Терезия, будучи взрослой, последовательно дистанцировалась от нацизма.
Впервые они встретились в Вене в 1957 году на банкете для неженатых аристократов. Они поженились 22 апреля 1967 года в тирольском Зефельде. После свадьбы они переехали в замок Обермурау, у Мурау в Штирии. В браке Тереза Шварценберг родила троих детей: Яна Непомука (род. 13 декабря 1967), Анну Каролину (род. 16 декабря 1968, замужем за британским сценаристом и драматургом Питером Морганом) и Карел Филип (род. 12 мая 1979). В 1987 году выяснилось, что Карел Филип был внебрачным ребёнком, которого Тереза родила от австрийского политика и промышленника Томаса Принцхорна, который также усыновил его по соглашению от 1987 года (официально зарегистрированному в 1988 году). Из-за этого скандала чета Шварценбергов развелась в 1988 году, но продолжали поддерживать связь. Известно, что сам Карел Шварценберг имел отношения со значительно моложе него венгерско-итальянской маркграфиней Зитой Паллавичини. На Рождество 1992 года Тереза Шварценберг серьёзно пострадала во время катания на лыжах, из-за чего её на долгое время парализовало, но после реабилитации она смогла «встать на ноги».
Карел и Тереза Шварценберг повторно поженились 25 июля 2008 года, их вторая свадьба прошла тихо в замке Обермурау.

### Состояние здоровья
Из-за частых намеков на его возраст и здоровье в конце декабря 2012 года, в разгар предвыборной кампании перед президентскими выборами, Шварценберг опубликовал в своем блоге заявление заведующего внутренней клиникой факультетской больницы в Мотоле, профессора Милана Квапила, в котором, после изучения медицинской документации заявил, что состояние его здоровья никоим образом не является препятствием для выполнения всех обязанностей, связанных с должностью Президента Чехии, а проведенная операция на сердце прошла без каких-либо негативных последствий. К заявлению было приложено факсимиле десятистрочной машинописной выписки из медицинской документации, подписанной доктором Ярославом Свободой с 1-го медицинского факультета Карлова университета в Праге от 7 декабря 2012 года, согласно которому он находился под наблюдением после наложения биопротеза аорты в феврале 2008 года, по поводу комбинированного порока аорты с преобладанием аортального стеноза (сужения аорты) и лечится от артериальной гипертензии (повышенного артериального давления).
В сентябре 2018 года на заседании Палаты депутатов потерял сознание, после чего был госпитализирован. На следующий день, после проверки здоровья, вернулся к работе.
В феврале 2019 года был на несколько недель госпитализирован в больницу.
В 2021 году, по своим словам, страдал невропатией ног и имел проблемы со слухом. Имел также проблемы с почками, сердцем и глазом.
В феврале 2023 года был госпитализирован из-за закупорки артерий.
В августе 2023 года был госпитализирован в больницу, во время которой его навестил и премьер-министр Петр Фиала. В начале ноября был перевезён в больницу в Вене, а последние два дня своей жизни находился в критическом состоянии и в искусственном сне и умер в окружении семьи.

## Награды
Государственные
- Орден Томаша Гаррига Масарика 3 степени (Чехия, 2002)[78]
- Большой Крест Ордена Белого льва (Чехия, 2023)[79]

Иностранные
- Кавалер Большого креста с серебряной звездой Почётного знака За заслуги перед Австрийской Республикой (Австрия, 2005)[80]
- Кавалер Большого креста ордена «За заслуги перед Федеративной Республикой Германия» (Германия, 2008)[81]
- Кавалер Большого Креста Чести и Преданности Мальтийского ордена
- Почётный знак МИД Польши «Bene Merito» (2010)
- Большой крест ордена Заслуг перед Республикой Польша (Польша, 2013)[82]
- Медаль «100 лет БНР» (Рада Белорусской народной республики, 2018)[83].
- Орден князя Ярослава Мудрого II степени (Украина, 22 августа 2020 года) — за весомый личный вклад в укрепление международного авторитета Украины, развитие межгосударственного сотрудничества, плодотворную общественную деятельность[84]
- Медаль Мхитара Гоша (Армения, 16 декабря 2021 года) — по случаю 30-летия независимости Армении, за значительный вклад в установление, укрепление и развитие дружественных отношений с Республикой Армения, защиту общечеловеческих ценностей[85]

Общественные
- Европейская премия по правам человека (1989)[86]

Династические
- Орден Золотого руна (Династия Габсбургов, 1991)[87]